# 辣椒蟹
辣椒螃蟹是新加坡的著名菜色，將青蟹（也可选蛙蟹或其他螃蟹）混以番茄及辣椒製成的醬汁一起爆炒而成。 儘管叫做辣椒螃蟹，它其實並非特別辛辣。此菜色於2011年被美国有线新闻网旗下網站CNN Go評定為全球50大最美味菜色的第35位 。
辣椒螃蟹由新加坡的徐炎珍（Cher Yam tian）女士在1950年發明。早期的辣椒蟹僅僅是用番茄醬爆炒。後來發現放入了辣椒醬之後味道更好。現在的辣椒螃蟹的辣椒醬不再使用普通販賣的辣椒醬，而是餐廳各自有獨特的辣椒醬配方。同時也替代使用口味和肉質更加豐富的斯里蘭卡蟹來代替原本的泥蟹。